# José Guadalupe Zuno
José Guadalupe Zuno Hernández (La Barca, Jalisco; 18 de abril de 1891 - Guadalajara, Jalisco; 16 de marzo de 1980) fue un abogado, político, naturista, caricaturista, pintor, escritor y maestro mexicano que fue gobernador de Jalisco de 1923 a 1926. Se le da el mérito[¿quién?] por urbanizar, sentar las bases del Jalisco moderno[cita requerida] y por refundar la Universidad de Guadalajara.
Hijo de un profesor normalista, Zuno nace en San Agustín, municipio de Jamay, Jalisco. Hizo sus estudios en la capital del estado, donde se interesó desde temprana edad por la política, adquiriendo ideas liberales y anti reeleccionistas. En la Ciudad de México se rodeó de intelectuales y artistas. Comenzó a pintar e incursionó en el periodismo elaborando caricaturas y artículos para diversos periódicos. En 1921 contrajo matrimonio con Carmen Arce Tomati con quien formó una numerosa familia. Su hija, María Esther Zuno, fue primera dama de México (1970-1976) por ser esposa del entonces presidente Luis Echeverría Álvarez.
Fue el primero en establecer un cuerpo de bomberos en la ciudad de Guadalajara, así como el primer zoológico en el Parque Agua Azul. Promulgó la primera Ley del Trabajo del Estado con el objetivo defender a los obreros de los abusos que se cometían en su contra en esas épocas ya que no había defensa legal alguna para ellos. En esa ley, por primera vez se establecieron derechos de las mujeres. También fue Notario Público, Fundador del Colegio de Notarios y miembro de dos Academias de Derecho Laboral. 
Zuno fue el refundador de la Universidad de Guadalajara y fundador de la Escuela Politécnica en 1925, la primera escuela tecnológica de la historia de México y de América Latina. Afiliado al Partido Liberal Jalisciense, obtuvo puestos de diputado del Congreso, presidente municipal de Guadalajara en 1922 y gobernador de Jalisco en 1923. Durante su administración impulsó la cultura y las artes en sus diversas modalidades. Se desempeñó como director de la Facultad de Bellas Artes en Guadalajara, y asimismo fue miembro de la comisión de responsabilidades Universidad de Guadalajara y fungió como director del Museo Regional de Guadalajara. En 1972 la Universidad de Guadalajara le otorgó el doctorado Honoris Causa debido a sus innumerables servicios a la colectividad; moriría en 1980 a los 88 años de edad. Sus restos se encuentran en la Rotonda de los Jaliscienses Ilustres en el centro histórico de Guadalajara.

## Biografía

### Inicios, familia y formación
José Guadalupe Zuno Hernández nació en la Hacienda de San Agustín, municipio de La Barca, en el estado de Jalisco. Fue hijo de María Trinidad Hernández Gómez y Vicente Zuno Estrada hermano de Alberto (1893-1976), Salvador (1897), Virginia (1900) y María de las Mercedes (1903). Dos años después del nacimiento de José Guadalupe, en 1893, la familia emigró a la capital del estado, donde se establecieron y cimentaron un negocio de abarrotes en el antiguo mercado de la plaza de toros, actualmente conocida como el mercado Alcalde. 
José Guadalupe Zuno Hernández hizo sus estudios de educación primaria bajo la dirección del profesor Aurelio Ortega, pedagogo que se distinguiera por introducir el método Montessori al estado de Jalisco. En 1904, Zuno ingresó al Liceo de Varones, donde empezó a descubrir su habilidad para el dibujo y a manifestar su interés por los asuntos de índole política. Siendo gobernador del estado intentó implantar el Método Montessori a nivel estatal. Trabajó desde 1909 como caricaturista para el periódico de afiliación reyista, El Perico. Cursando el último año de bachillerato y por apoyar actividades políticas anti reeleccionistas en 1908 fue expulsado del Liceo.

### Actividad artística
Posteriormente se desplaza a la Ciudad de México, donde conoce y entabla amistad con numerosos intelectuales y artistas, especialmente con el pintor guzmanense José Clemente Orozco y con el editor José Luis Ibarra. Al estallar en 1910 la Revolución mexicana, al percatarse del inminente peligro que había en la capital, regresa a Guadalajara y prosigue con sus labores como caricaturista. Zuno se une con los pintores Carlos Stahl y Xavier Guerrero para fundar en 1913 el Centro Bohemio con la intención de hacer un taller de pintura y dibujo. 
Muy pronto, al nuevo establecimiento se le sumaron numerosos artistas e intelectuales que lo convirtieron en el centro cultural más importante de Guadalajara. El Centro Bohemio fue también semillero y lugar de reclutamiento y mítines políticos, donde Zuno actuó en calidad de líder.[cita requerida] A fines de 1912 volvió a la Ciudad de México, donde atestiguó el golpe de Estado de Victoriano Huerta. Durante su estancia, Zuno hizo amistad con los pintores jaliscienses Roberto Montenegro, Amado de la Cueva, Jorge Enciso y el Dr. Atl, así como con el muralista David Alfaro Siqueiros. En 1913 resolvió dedicarse de lleno a la pintura, lo que realizó hasta que comenzó a incursionar en la política, habiendo pintado más de 100 cuadros, lo que interrumpió sus actividades artísticas. Hizo varias exposiciones de su obra pictórica y realizó los frescos en el Museo del Estado: La Conquista de Nueva Galicia y en el Salón de Cabildos del Palacio Municipal: La Reforma.

### Actividad periodística
Su participación en el mundo del periodismo incluye la aparición de sus caricaturas en diversos periódicos y revistas como El 30-30, Revista Azul, Cultura, Tic Tac y El Heraldo de Occidente. 
Realizó labores como redactor y dibujante en los diarios Boletín Militar, Acción Mundial, El Demócrata, Mexican Herald y El Antireeleccionista. Participó en la fundación de los periódicos tapatíos Gil Blas, Basilio y El Liberal Jalisciense. Fue uno de los primeros redactores de El Informador y cofundador de Bandera de Provincias, Espacio, Occidente, Xalixtlico, La Gaceta Municipal y La Sátira. En la capital del país colaboró en El Nacional, Cuadernos Mexicanos, El Universal, Jueves de Excélsior, y otros más.

### Matrimonio y familia
El 24 de diciembre de 1921, en una sencilla ceremonia religiosa celebrada a las cuatro de la mañana, a la que asistieron sus primos Raimundo y Constancio Hernández; José Guadalupe Zuno contrajo matrimonio con María del Carmen Arce Tomathi, originaria de Jocotepec e hija de José María Arce y Concepción Tomathi. José Guadalupe y Carmen tuvieron doce hijos.

## Carrera política
En julio de 1914 volvió a su estado natal y se incorporó al gabinete del gobernador Manuel M. Diéguez como inspector estatal de dibujo de la Secretaría de Educación. Asimismo, Zuno dio su apoyo a Juan «Ixca» Farías en la fundación del Museo del Estado. Sus labores son claras en diferentes campos: la política, el magisterio, la pintura, la caricatura, la historia y la literatura. Fue director de la Biblioteca Pública del Estado. Como miembro del Partido Liberal Jalisicence, logró los más altos puestos de elección habiendo sido diputado al Congreso, presidente municipal de Guadalajara de mayo a diciembre de 1922 y gobernador de Jalisco.

### Gobernador del Estado de Jalisco
Siendo presidente municipal de la ciudad de Guadalajara, Zuno renunció para hacer campaña como gobernador del Estado. Ganó las elecciones y asumió el cargo el día 1 de marzo de 1923. Su mandato constitucional se vio seriamente afectado por la rebelión delahuertista y sus constantes enfrentamientos con el entonces presidente de México, Plutarco Elías Calles, puesto que Zuno era de filiación obregonista. Pese a lo anterior, inició el urbanismo en Guadalajara con acciones concretas.[cita requerida] Zuno se apresuró a fomentar la creación y apoyo a la Confederación Obrera de Jalisco para enfrentar a los sindicatos católicos y a los "amarillos" de Luis Napoleón Morones; promulgó la Ley del Trabajo de Jalisco; apoyó abiertamente los primeros núcleos de agraristas y trató de convencer, inútilmente, a los grandes terratenientes de dotar a sus ejidatarios, y muy pronto se encontró en medio de la violencia, como enemigo de unos y otros. 
Pero puso en marcha la reforma agraria que, de otro modo, no se habría producido porque el general Plutarco Elías Calles, más tarde, la frenaría; arremetió contra el clero prohibiendo las reuniones de los Caballeros de Colón; aplastó al sindicato de Agricultores de la ACJM acelerando el conflicto armado entre clericales y gobierno, mucho antes que Calles, con el cual Zuno tuvo muchas dificultades, defendiendo la soberanía del estado contra la tendencia centralista de Elías Calles. De hecho, ha sido el único gobernador que intentó hacer valer la autonomía del estado;[cita requerida] favoreció el desarrollo de fraccionamientos; entubó al río San Juan de Dios el cual era realmente un cauce de aguas negras muy insalubre, en lo que ahora es la calzada Independencia, demoler la antigua cárcel de Escobedo, impulsar una amplia construcción de caminos y brechas en la entidad, establecer un gran zoológico en el Parque Agua Azul y el mercado San Juan de Dios.; llamó, aunque con poca fortuna, por diversas razones, a los banqueros para el financiamiento de obras públicas y aún particulares. Al gobernador Zuno le tocó ejercer en aquellos días aciagos recrudecidos en su entidad. La situación llegó a ser tan conflictiva en Jalisco que, el 23 de marzo de 1926, la Cámara de Diputados se erigió en Gran Jurado con el objetivo de determinar si el Senado enjuiciaba o no al mandatario estatal. La mayoría votó a favor de que se debía consignar ante la Cámara Alta al ejecutivo de Jalisco, quien ese mismo día, antes de que comenzara en la Ciudad de México la asamblea enjuiciadora, renunció a su cargo.

#### Escuela Politécnica y Universidad de Guadalajara
Zuno creó la Escuela Politécnica, y fundó la actual Universidad de Guadalajara, el día 12 de octubre de 1925, con orientación acorde al movimiento revolucionario. El gobernador Zuno eligió a los miembros de la comisión organizadora de la Universidad, entre los que se encontraban Juan Salvador Agraz, Enrique Díaz de León, Irene Robledo, Severo Díaz. Zuno presidió todas las sesiones de dicha comisión, expidió la ley orgánica universitaria, nombró rector a Enrique Díaz de León y durante la inauguración de la casa de estudios, José Guadalupe presidió la ceremonia inaugural y ostentó
la representación personal del rector de la Universidad Pontificia de Salamanca. Zuno siempre mostró su orgullo de este proyecto, llegando incluso a pronunciar que su “...principal obra pública es la fundación de la Universidad de Guadalajara, digan lo que digan los envidiosos y reaccionarios”.[cita requerida]
Al término de su período gubernamental, Zuno se matriculó en la entonces Facultad de Jurisprudencia, de la Universidad; el 26 de febrero de 1931 recibió su título de abogado, con la tesis “Derecho y revolución”. Es posible que el haber estudiado la licenciatura en la Universidad por él creada sea un hecho único en la historia de la humanidad. De 1931 a 1935 impartió clases en la Facultad de Derecho y en la Preparatoria de Jalisco. Como maestro, el licenciado Zuno impartió un total de 50 cátedras o disciplinas diversas en las escuelas de Enfermería, Artes Plásticas y Preparatoria de Jalisco, además de las facultades de Derecho, Bellas Artes, Filosofía y Letras, Economía, Letras y Artes y Ciencias Químicas, de la Universidad de Guadalajara. Además de ser maestro de tiempo completo, fue director del Departamento de Extensión Universitaria y miembro permanente de la comisión de responsabilidades del Consejo General Universitario.

## Actividades posteriores
Cinco años después, en 1936, el entonces presidente Lázaro Cárdenas del Río lo nombró consejero de la presidencia y posteriormente como Jefe del departamento legal y apoderado general de Ferrocarriles Nacionales de México y un año más tarde, fue presidente del Tribunal de Arbitraje. En 1947 regresó a Guadalajara, donde siguió impartiendo varias clases en las facultades de Derecho, de Filosofía y Letras, en la Escuela de Enfermería y en la Escuela de Artes Plásticas. En Guadalajara fungió como director de la Facultad de Bellas Artes, miembro de la Gran Comisión de Responsabilidades de la Universidad, director del Museo Regional y director del CEPES. En agosto de 1962 fue nombrado académico de número de la Asociación Iberoamericana de Derecho del Trabajo, y en 1972 la UdeG lo nombró doctor Honoris Causa. Ese mismo año se jubiló como profesor.

### Secuestro
El de José Guadalupe Zuno fue uno de los tantos casos de secuestros llevados a cabo por grupos guerrilleros de izquierda que se dieron en el sexenio de su yerno Luis Echeverría Álvarez. El surgimiento de varios grupos armados, como la Liga Comunista 23 de Septiembre y el de las Fuerzas Revolucionarias Armadas del Pueblo (FRAP) puso en jaque a la administración echeverrista. Fueron también autores del fallido intento de secuestro que le costó la vida al empresario regiomontano Eugenio Garza Sada en Monterrey y del secuestro de José Guadalupe Zuno en Guadalajara. En toda la familia Zuno, el hecho causó conmoción. Corría el año de 1974 y para esa época Zuno tenía ochenta y tres años de edad, padecía diabetes y llevaba un tratamiento médico específico.[cita requerida]
El miércoles, 28 de agosto de 1974 a las 9:30 horas, Zuno fue secuestrado. Tras haber tomado el desayuno que le preparó su cocinera particular, Esther Barajas "La Teco", el octogenario licenciado José Guadalupe Zuno salió de su domicilio en compañía de su chofer y amigo Miguel González y se dirigieron a la imprenta del Instituto Tecnológico. Cuando dejaron el lugar, en el cruce de las calles Revolución y Constancia, fueron interceptados por un Ford 1966 de cuatro puertas color gris acero. Varios jóvenes cegaron al chofer utilizando plumas de gas lacrimógeno, redujeron por la fuerza al licenciado Zuno, lo aventaron al piso del automóvil y luego le vendaron los ojos. Uno de los captores, totalmente nervioso, le propinó un fortísimo puntapié. "Por qué me pegas", le dijo Zuno, "no ves que estoy dominado". El político fue conducido a una casa del sector Hidalgo, en el número 1045 de la calle Gregorio Torres Quintero número 1045.[cita requerida]
La FRAP dio a conocer un comunicado en el cual advertían que Zuno sería ajusticiado de no cumplirse sus demandas: inmovilización de todas las fuerzas represivas durante el tiempo en el cual Zuno estuviera bajo su poder, publicación por los medios de difusión un comunicado político dirigido al pueblo de México, libertad de diez presos políticos y veinte millones de pesos. La conmoción política no se hizo esperar: académicos, dirigentes de partidos políticos e intelectuales condenaron la acción y exigieron la liberación de Zuno. La familia recibió innumerables muestras de apoyo. Algunos les entregaron sobres con dinero. El 30 de agosto se llevó a cabo una marcha que culminó en la Plaza de Armas de Guadalajara. Millares de obreros, amas de casa, campesinos pedían la liberación de Zuno. José Guadalupe y Bertha Zuno Arce, así como la hija de esta, Luz del Carmen Castaño, encabezaron la marcha. Dentro del núcleo familiar Zuno Arce, hubo discusiones en uno y otro sentido. Todos los hermanos se reunían en el domicilio de Rubén Zuno. María del Carmen Arce de Zuno externó su deseo de hablar por su cuenta con uno de los presos recluidos en la Penitenciaría Estatal. La súplica llegó a oídos de Fernando Gutiérrez Barrios, entonces subsecretario de Gobernación, quien mandó a traer de la Penitenciaría a Francisco Juventino Campaña López alias "Hồ Chí Minh", y al padre de éste, Francisco Campaña Elizarraraz. Cuando se dio a cabo el encuentro, Francisco Juventino cuenta que ni siquiera lo dejaron abrazar a su padre. Carmen Arce de Zuno platicó con ellos dos en una mesita de su jardín, rodeados de seguridad y, tanto Francisco Juventino como su padre, estuvieron esposados y separados. Nunca se supo el tema de la conversación. Francisco Juventino Campaña menciona que estaba en total desacuerdo con el secuestro pues consideraba a Zuno un gran intelectual. Posteriormente torturaron al padre de éste para que apareciera en la televisión exhortando a los compañeros que tenían en su poder a Zuno a liberarlo y para que se entregara su hijo Ramón Campaña López. Como consecuencia de la tortura que sufrió, Francisco Campaña padre falleció. Tan sólo tenía tres años menos que Zuno en aquel entonces y también padecía diabetes. En periódicos de circulación nacional (Excélsior, El Nacional y otros) se publicaron manifiestos solicitando la liberación del maestro Zuno, uno de ellos firmado por Hortensia Bussi viuda de Allende y el otro por Fidel Castro Ruz. El 7 de septiembre de ese mismo año, poco antes de las 9 de la noche, José Guadalupe Zuno fue liberado. Los captores lo dejaron frente a la casa número 36 de la calle Penitenciaría, casi esquina Moreno, domicilio del señor Eduardo del Río. Luego, unos jóvenes lo llevaron a la casa de su hijo Álvaro Zuno Arce, situada en la calle Día de la colonia Jardines del Bosque, que estaba comunicada por dentro con la casa de su hijo Rubén, situada en Lope de Vega número 881, centro de operaciones de la familia y por donde pasó a esta casa, ambas en la misma manzana, lo que originó que se dijera que había sido un autosecuestro porque nadie lo vio llegar, ya que todos los integrantes de la prensa estaban frente a la casa donde se centró la investigación, la de Rubén y no la de Álvaro. Zuno estaba como si nada hubiese pasado, únicamente se encontraba cansado y con la barba crecida, pero en su actuar no se notaba nada extraordinario; ni una sola palabra de más, ningún ademán o un gesto que alteraran su sonrisa tranquila de siempre.[cita requerida]
En su cautiverio, el licenciado Zuno convenció a los guerrilleros que lo secuestraron que era un auténtico revolucionario y que había pagado los honorarios del abogado que había defendido a los guerrilleros del Frente Estudiantil Revolucionario. Algunas de las notas de éstos sobre el secuestro se colocaron en sus lugares de reunión y cerca de las oficinas de su abogado.[cita requerida]
Zuno salvó de la extinción al Bosque de la Primavera de 36,000 hectáreas y principal pulmón de la ciudad de Guadalajara y primordial área de recarga de acuíferos de la misma, al conseguir el primer acto legal que lo protege, emitido por el presidente José López Portillo a solicitud de él. López Portillo dictó un decreto declarando al bosque Área de Protección de la flora y la fauna silvestre. Luchó por Chapala y fundó, de la mano del cardenal José Garibi Rivera y el señor Álvarez del Castillo, el Comité de Defensa del Lago de Chapala, el primer grupo organizado que defendió al maltrecho lago.[cita requerida]

### Fallecimiento
Zuno Hernández pereció en su domicilio de la ciudad de Guadalajara el día 16 de marzo de 1980, tenía 88 años y estaba próximo a celebrar su cumpleaños número 89. Sus restos se depositaron inicialmente en el Panteón de Mezquitán y luego, el 30 de marzo de 1991, se trasladaron a la Rotonda de los Jaliscienses Ilustres, con sede en el Centro Histórico de Guadalajara.[cita requerida]

## Obras de su autoría
Escribió más de 60 obras, algunas han sido premiadas, algunas son: 
- 1954,  Orozco y la ironía plástica
- 1956,  Nuestro liberalismo (4 volúmenes)
- 1956, Reminiscencias de una vida (4 volúmenes)
- 1964, Historia de la revolución en Jalisco
- 1964, Historia de las artes plásticas en Jalisco
- 1957, Las artes populares en Jalisco
- 1958, La ironía plástica en Jalisco
- 1959, José Guadalupe Posada y la ironía plástica
- 1960, Historia general de la caricatura en Jalisco
- 1961, Historia de las artes plásticas en la Revolución Mexicana